# Christopher Schindler
Christopher Wolfgang Georg August Schindler (Munich, Baviera, Alemania, 29 de abril de 1990) es un futbolista alemán que juega de defensa.

## Trayectoria
Se formó en las inferiores del TSV 1860 Munich, hasta llegar al primer equipo. Fue el capitán del equipo desde la temporada 2014-15 cuando el capitán anterior, Julian Weigl fue enviado al segundo equipo por razones disciplinarias.
El 29 de junio de 2016, Schindler fichó por el Huddersfield Town de la Football League Championship. Debutó con los Terriers en la victoria 2-1 sobre el Brentford el 6 de agosto de 2016.
El 29 de mayo de 2017, Schindler marcó el penalti ganador en la final de los Play-off de la EFL Championship 2017 contra el Reading, y llevó al Huddersfield Town a la Premier League por primera vez.
Dejó el club inglés el 11 de mayo de 2021 luego del término de su contrato. Fichó por el 1. F. C. Núremberg como agente libre.

## Selección nacional
Schindler debutó internacionalmente a nivel juvenil con la selección sub-21 de Alemania, donde jugó cuatro encuentros.

## Estadísticas
Actualizado al último partido disputado el 7 de mayo de 2023.
| Club                                  | Div.          | Temporada     | Liga  | Liga  | Copas nacionales | Copas nacionales | Otras | Otras | Total | Total |
| Club                                  | Div.          | Temporada     | Part. | Goles | Part.            | Goles            | Part. | Goles | Part. | Goles |
| ------------------------------------- | ------------- | ------------- | ----- | ----- | ---------------- | ---------------- | ----- | ----- | ----- | ----- |
| TSV 1860 Múnich II · Alemania         | 4.ª           | 2009-10       | 13    | 1     | ―                | ―                | ―     | ―     | 13    | 1     |
| TSV 1860 Múnich II · Alemania         | 4.ª           | 2010-11       | 12    | 2     | ―                | ―                | ―     | ―     | 12    | 2     |
| TSV 1860 Múnich · Alemania            | 2.ª           | 2010-11       | 16    | 1     | 0                | 0                | ―     | ―     | 16    | 1     |
| TSV 1860 Múnich · Alemania            | 2.ª           | 2011-12       | 30    | 1     | 2                | 0                | ―     | ―     | 32    | 1     |
| TSV 1860 Múnich · Alemania            | 2.ª           | 2012-13       | 18    | 0     | 3                | 0                | ―     | ―     | 21    | 0     |
| TSV 1860 Múnich II · Alemania         | 4.ª           | 2012-13       | 7     | 0     | ―                | ―                | ―     | ―     | 7     | 0     |
| TSV 1860 Múnich II · Alemania         | Total club    | Total club    | 32    | 3     | ―                | ―                | ―     | ―     | 32    | 3     |
| TSV 1860 Múnich · Alemania            | 2.ª           | 2013-14       | 26    | 0     | 2                | 0                | ―     | ―     | 28    | 0     |
| TSV 1860 Múnich · Alemania            | 2.ª           | 2014-15       | 29    | 1     | 2                | 0                | 2     | 0     | 33    | 1     |
| TSV 1860 Múnich · Alemania            | 2.ª           | 2015-16       | 33    | 1     | 3                | 0                | ―     | ―     | 36    | 1     |
| TSV 1860 Múnich · Alemania            | Total club    | Total club    | 152   | 4     | 12               | 0                | 2     | 0     | 166   | 4     |
| Huddersfield Town A. F. C. Inglaterra | 2.ª           | 2016-17       | 44    | 2     | 1                | 0                | 3     | 0     | 48    | 2     |
| Huddersfield Town A. F. C. Inglaterra | 1.ª           | 2017-18       | 37    | 0     | 2                | 0                | ―     | ―     | 39    | 0     |
| Huddersfield Town A. F. C. Inglaterra | 1.ª           | 2018-19       | 37    | 1     | 1                | 0                | ―     | ―     | 38    | 1     |
| Huddersfield Town A. F. C. Inglaterra | 2.ª           | 2019-20       | 45    | 2     | 1                | 0                | ―     | ―     | 46    | 2     |
| Huddersfield Town A. F. C. Inglaterra | 2.ª           | 2020-21       | 12    | 0     | 1                | 0                | ―     | ―     | 13    | 0     |
| Huddersfield Town A. F. C. Inglaterra | Total club    | Total club    | 175   | 5     | 6                | 0                | 3     | 0     | 184   | 5     |
| 1. F. C. Núremberg · Alemania         | 2.ª           | 2021-22       | 30    | 1     | 2                | 0                | ―     | ―     | 32    | 1     |
| 1. F. C. Núremberg · Alemania         | 2.ª           | 2022-23       | 26    | 0     | 4                | 0                | ―     | ―     | 30    | 0     |
| 1. F. C. Núremberg · Alemania         | 2.ª           | 2023-24       | 0     | 0     | 0                | 0                | ―     | ―     | 0     | 0     |
| 1. F. C. Núremberg · Alemania         | Total club    | Total club    | 56    | 1     | 4                | 0                | 0     | 0     | 62    | 1     |
| Total carrera                         | Total carrera | Total carrera | 417   | 13    | 22               | 0                | 5     | 0     | 444   | 13    |